# بادبزن خانم ویندیرمیر (فیلم ۱۹۳۵)
بادبزن خانم ویندیرمیر (آلمانی: Lady Windermeres Fächer) یک فیلم است که در سال ۱۹۳۵ منتشر شد. از بازیگران آن می‌توان به پاول بیلت اشاره کرد.

## بازیگران
- لیل داگوفر در نقش Mrs. Erlynne
- والتر ریلا در نقش Lord Windermere
- هانا واگ در نقش Lady Windermere
- فریتس اودمار در نقش Lord Augustus
- کارل گونتر در نقش Lord Darlington
- کارل لودویگ شرایبر در نقش Lord Arthur
- ارنست کارچو در نقش Cecil Graham
- هاینس زایفنر در نقش Duke of Barwick
- ایلسه فورستنبرگ در نقش Duchess of Barwick
- اولگا لیمبورگ در نقش Lady Hutfield
- پاول دالکه در نقش Bankier Brown
- آریبرت وشر در نقش Direktor
- پاول بیلت در نقش Dramaturg Gray
- گرته وایزر در نقش Diseuse
- ادوارد بورنتراگر در نقش Inspizient